# 马丁·H·雷号护航驱逐舰
马丁·H·雷号护航驱逐舰（英語：USS Martin H. Ray，舷号：DE-338），是美国海军于第二次世界大战期间建造的一艘埃德索尔级护航驱逐舰，其舰名取自在中途岛海战中阵亡的哈曼号驱逐舰军官及海军十字勋章获得者小马丁·H·雷（Martin H. Ray Jr.）上尉。
该舰由上尉的遗孀冠名，于1943年10月27日在德克萨斯州奥兰治联合钢铁厂铺设龙骨，随后于12月23日下水。1944年2月28日，马丁·H·雷号正式服役，交由小哈利·文森特·塔克（Harry Vincent Tucker Jr.）上尉指挥。

## 设计与装备
埃德索尔级护航驱逐舰的设计与巴克利级护航驱逐舰类似，均采用长船体并建有较高的舰桥。该级护航驱逐舰配备3英寸（76毫米）50倍径单装主炮，后续曾计划更换为5英寸（127毫米）38倍径主炮，但最终没有实际执行。该级护航驱逐舰由4台费尔班克斯-莫尔斯38D8-1/8-10内燃机提供动力，总功率最高可达6000匹马力，最高航速21节。其燃料舱可携带312吨重油，在12节航速下航程可达11000海里。此外，该级舰船还配备有较完善的侦查搜索系统，包括SL或SU水面雷达、SA对空雷达、QC声呐系统以及用于监听潜艇无线电的HF/DF天线。

## 服役历史
在百慕大完成试航调整后，马丁·H·雷号前往诺福克开展为期3周的船员训练，7月1日，她护送船团出发，正式开启其大西洋护航生涯。之后的3个月内，她完成了2次前往那不勒斯的护航任务。10月20日，马丁·H·雷号被调至北大西洋航线，此后直至德国投降，她共护送5批船团前往英国和法国港口。
马丁·H·雷号随后前往关塔那摩湾训练，8月2日，她经巴拿马运河进入太平洋并在日本投降前驶抵珍珠港。9月11日，马丁·H·雷号将58名准备退役的老兵运至圣迭戈，2天后，她启程前往东海岸，最终驶入费城海军造船厂准备封存。1946年3月，马丁·H·雷号在格林科夫斯普林斯退役并加入美国海军预备舰队。1966年5月1日，她自美国海军除籍，随后于次年3月30日被出售拆解。

## 荣誉
马丁·H·雷号服役期间所获荣誉如下：
|  |  |  |

| 美国战役奖章 | 欧洲-非洲-中东战役奖章 | 第二次世界大战胜利奖章 |

## 历任舰长
| 姓名       | 译名                     | 军衔             | 所属军种       | 任职时间                |
| ---------- | ------------------------ | ---------------- | -------------- | ----------------------- |
|            | 小哈利·文森特·塔克       | 上尉（升任少校） | 美国海军预备役 | 1944年2月28日           |
|            | 弗兰克·肯尼斯·达尔林普尔 | 上尉             | 美国海军预备役 | 1945年12月              |
|            | 理查德·纽曼·比林斯       | 少校             | 美国海军预备役 | 1946年1月22日           |
|            | 斯蒂芬·卢扎伊奇          | 上尉             | 美国海军       | 1947年3月-1947年5月14日 |
| 参考文献： |                          |                  |                |                         |